# 自衛隊の階級
自衛隊の階級（じえいたいのかいきゅう）について解説する。

## 自衛隊創設に至るまでの変遷
第二次世界大戦の敗退（日本の降伏）に伴い連合国軍の占領下に置かれ、武装解除のため旧日本軍（大日本帝国陸軍および大日本帝国海軍。枢軸側で空軍があったのはドイツ国とイタリア王国だけ）は1945年（昭和20年）に解体された。
GHQ/SCAP最高司令官ダグラス・マッカーサーの「マッカーサー書簡」により、1950年（昭和25年）に日本における武装組織として警察予備隊が創設されたが、軍隊とは異なるということから、隊員はあくまで「兵士」や「軍人」ではなく「警察官」と呼称され、階級も解体時の旧軍の階級と異なり、警察や過去の陸軍の将校相当官の一部（監・正などの呼称）に準じた名称となった。これは、1952年（昭和27年）に創設された海上武装組織である海上警備隊も同様であり、旧軍とは異なる階級を用いた。後の保安隊や警備隊も、旧軍の階級を用いていない。
1954年（昭和29年）に自衛隊（陸上自衛隊、海上自衛隊および航空自衛隊）が創設されると、旧軍の階級名そのものは用いなかったが、将官・佐官・尉官・曹の名称は復活している。

### 警察予備隊：1950年 (S25) - 1952年 (S27)

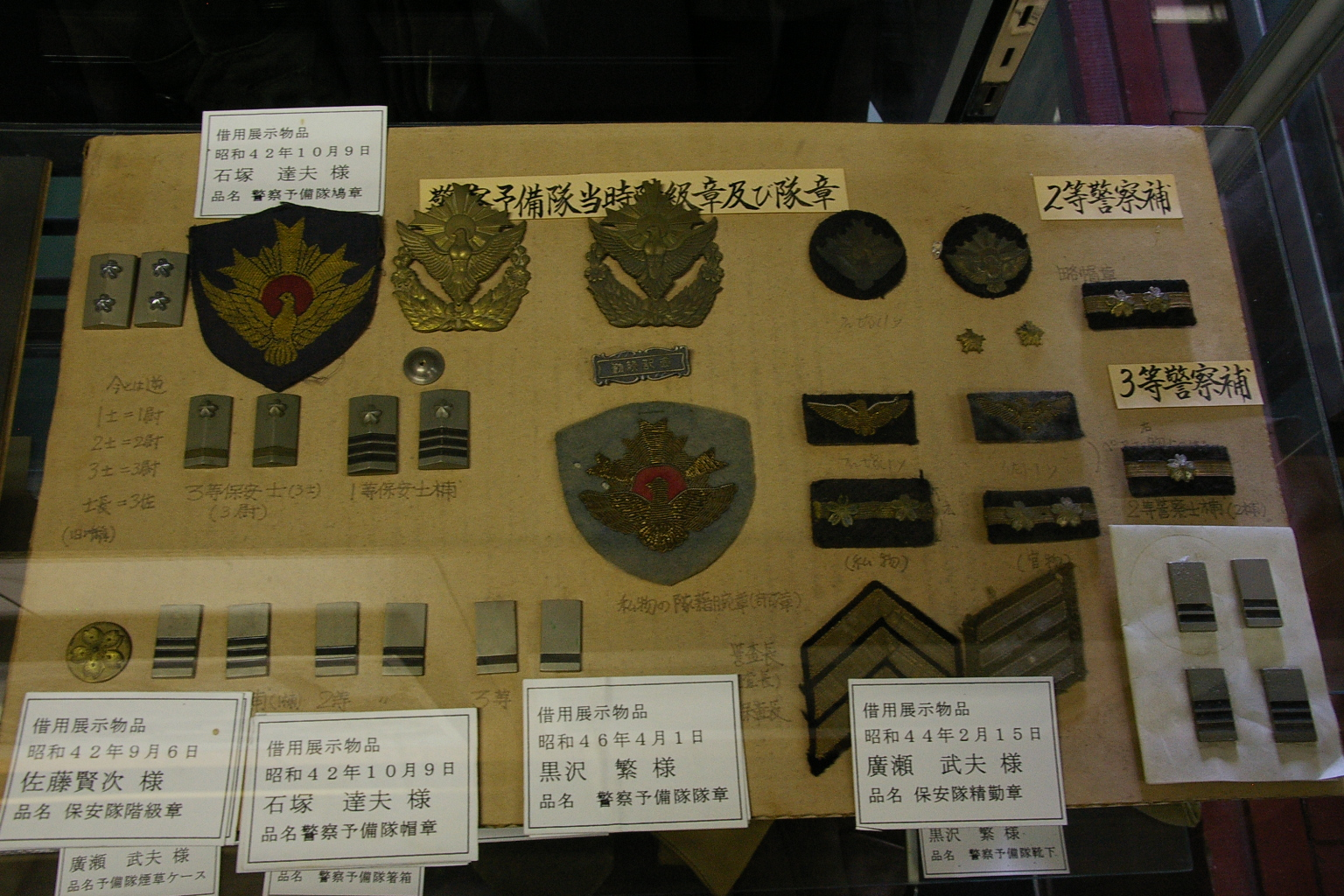
警察予備隊と保安隊の階級章。警察予備隊の徽章は警察を表す旭日章に平和の象徴である鳩があしらわれていた。

警察予備隊の警察官の階級は、警察予備隊令施行令（昭和25年政令第271号。1950年8月24日公布・即日施行、8月14日遡及適用。こちらは「警察予備隊令」と異なりポツダム政令でなく普通の政令）第三条により規定されていた。
陸上自衛隊の3等陸佐に相当する階級は「警察士長」であり、また、3等警察士の階級は置かれていなかった。この他、警察監にはさらに現在の陸将に相当し、名実ともに3スターランクである総隊総監たる警察監と将と将補の中間の上級少将とも言うべき立ち位置にあり、実質的に2スターランクである総隊総監以外の職に就く警察監の級の区分があった。
なお、「相当階級」に記載の後継組織における階級は概ね相当するものであり、（後継と言えども別組織なのであるので当然ではあるが）職位や職権などに関しても完全に一致するものではない。また、陸上自衛隊の准陸尉・陸曹長・3等陸士については、警察予備隊の警察官や保安官には該当する階級がない。

### 保安庁保安隊：1952年 (S27) - 1954年 (S29)
保安隊の階級は、1952年に制定されている。正・士・補・査など、警察予備隊から継続されている部分がある。保安監には第一幕僚長など長官の定める職に就く保安監（甲）とそれ以外の職に就く保安監（乙）の級の区分があり、前者は警察予備隊の総隊総監たる警察監の、後者は総隊総監以外の職に就く警察監に対応する。また、三等保安士の階級は1953年3月に制定された。
| 分類   | 分類   | 階級名             | 階級名                                                               | 階級名       | 相当階級   |
| 分類   | 分類   | 警察官             | 警察官                                                               | 保安官       | 陸上自衛官 |
| 分類   | 分類   | 日本語             | 英語                                                                 | 保安官       | 陸上自衛官 |
| ------ | ------ | ------------------ | -------------------------------------------------------------------- | ------------ | ---------- |
| 士官   | 将官   | 総隊総監たる警察監 | Senior Superintendent (Serving as Superintendent General of the NPR) | 保安監（甲） | 陸将       |
| 士官   | 将官   | 警察監             | Senior Superintendent                                                | 保安監（乙） | 陸将       |
| 士官   | 将官   | 警察監補           | Assistant Senior Superintendent                                      | 保安監補     | 陸将補     |
| 士官   | 佐官   | 1等警察正          | Superintendent First Class                                           | 1等保安正    | 1等陸佐    |
| 士官   | 佐官   | 2等警察正          | Superintendent Second Class                                          | 2等保安正    | 2等陸佐    |
| 士官   | 佐官   | 警察士長           | Senior Inspector                                                     | 3等保安正    | 3等陸佐    |
| 士官   | 尉官   | 1等警察士          | Inspector First Class                                                | 1等保安士    | 1等陸尉    |
| 士官   | 尉官   | 2等警察士          | Inspector Second Class                                               | 2等保安士    | 2等陸尉    |
| 士官   | 尉官   | -                  | -                                                                    | 3等保安士    | 3等陸尉    |
| 下士官 | 下士官 | 1等警察士補        | Assistant Inspector First Class                                      | 1等保安士補  | 1等陸曹    |
| 下士官 | 下士官 | 2等警察士補        | Assistant Inspector Second Class                                     | 2等保安士補  | 2等陸曹    |
| 下士官 | 下士官 | 3等警察士補        | Assistant Inspector Third Class                                      | 3等保安士補  | 3等陸曹    |
| 兵卒   | 兵卒   | 警査長             | Senior Patrolman                                                     | 保査長       | 陸士長     |
| 兵卒   | 兵卒   | 1等警査            | Patrolman First Class                                                | 1等保査      | 1等陸士    |
| 兵卒   | 兵卒   | 2等警査            | Patrolman Second Class                                               | 2等保査      | 2等陸士    |

### 海上警備隊：1952年 (S27)
海上警備隊の階級呼称は、1952年に制定されている。警察予備隊と同様に、旧軍とは異なる階級名であるが、正・士・補など警察予備隊の階級と似通った名称を用いている部分がある。また、警察予備隊と異なり、最下位の階級として3等海上警備員が、尉官の最下位として3等海上警備士が設けられている事、佐官では最下位の呼称が海上警備士長ではなく3等海上警備正である事。そして海上警備監に級の区分は無い事が挙げられる。これは本来、海上警備監の定数3名であったが、実際には海上警備隊総監に就任した山崎小五郎一人のみで、海上警備隊副総監は空席、横須賀地方監部長には吉田英三海上警備監補が就いた。

### 保安庁警備隊：1952年 (S27) - 1954年 (S29)
警備隊の階級は、1952年に制定されている。海上警備隊時代と似た名称を用いている。海上警備隊と異なり、警備監には第二幕僚長たる警備監とそれ以外の職に就く金太線、金細線、金中線の配列の階級章の警備監の級の区分がある。ただし、後者は1953年10月16日に長沢浩が第二幕僚副長に就任し、それにともなって警備監に昇任するまで空位となっていた。
| 分類   | 分類   | 階級名          | 階級名               | 相当階級   |
| 分類   | 分類   | 海上警備官      | 警備官               | 海上自衛官 |
| ------ | ------ | --------------- | -------------------- | ---------- |
| 士官   | 将官   | 海上警備監      | 第二幕僚長たる警備監 | 海将       |
| 士官   | 将官   | 海上警備監      | 警備監               | 海将       |
| 士官   | 将官   | 海上警備監補    | 警備監補             | 海将補     |
| 士官   | 佐官   | 1等海上警備正   | 1等警備正            | 1等海佐    |
| 士官   | 佐官   | 2等海上警備正   | 2等警備正            | 2等海佐    |
| 士官   | 佐官   | 3等海上警備正   | 3等警備正            | 3等海佐    |
| 士官   | 尉官   | 1等海上警備士   | 1等警備士            | 1等海尉    |
| 士官   | 尉官   | 2等海上警備士   | 2等警備士            | 2等海尉    |
| 士官   | 尉官   | 3等海上警備士   | 3等警備士            | 3等海尉    |
| 下士官 | 下士官 | 1等海上警備士補 | 1等警備士補          | 1等海曹    |
| 下士官 | 下士官 | 2等海上警備士補 | 2等警備士補          | 2等海曹    |
| 下士官 | 下士官 | 3等海上警備士補 | 3等警備士補          | 3等海曹    |
| 兵卒   | 兵卒   | 海上警備員長    | 警査長               | 海士長     |
| 兵卒   | 兵卒   | 1等海上警備員   | 1等警査              | 1等海士    |
| 兵卒   | 兵卒   | 2等海上警備員   | 2等警査              | 2等海士    |
| 兵卒   | 兵卒   | 3等海上警備員   | 3等警査              | 3等海士    |

## 自衛隊
陸上自衛隊・海上自衛隊・航空自衛隊の自衛官の階級は、自衛隊法に基づき、それぞれ陸将・海将・空将を最高位とし、それぞれ16階級が定められている。階級呼称も陸海空それぞれが完全に対応しており、将の階級を除いて略称が同じになる（将補・1佐・2佐など）。3尉以上を幹部自衛官とし、そのうち将・将補が高級幹部、1佐・2佐が上級幹部、3佐・1尉が中級幹部、2尉・3尉が初級幹部。その下に准尉があり、さらに下士官・兵に相当する曹・士の階級が設けられている。各自衛隊ではこれら階級に応じて階級章が定められている。
当初は15階級であったが准尉（准陸尉、准海尉、准空尉）が1970年5月25日に、曹長（陸曹長、海曹長、空曹長）が1980年11月29日にそれぞれ新設された。また、2士の下に3士が設けられていたが、これは自衛隊生徒制度の改正に伴い、2010年（平成22年）10月1日付で廃止となった。また、2010年7月に新たに設けられた自衛官候補生は、自衛官ではないため、法律上は階級外となる。
昇任については、昇任に要するまでの在職期間の原則が定められており、2士では6ヶ月であるが、1佐では6年となっている。これらの期間は、勤務評定や職務上の功労、殉職等の状況に応じ短縮されることがある。また、普通退職や定年退職で勤務成績が優良な場合や、公務負傷による退職等の場合も特別昇任が行なわれる。
自衛隊の昇任制度は平時の軍事組織で有事軍隊ではない。アメリカ軍では、キャリア官僚がポスト争奪に負けると退職するように、昇任後一定年次経って、その一つ上の階級に行けないものは退職しなければならない。兵士の命を預かる幹部としての経験と指揮能力の両方を有しているか、常にチェックされ階級が上げられていく。昇任にふさわしくない者は一般社会へ去る。
予備自衛官及び即応予備自衛官についても階級が与えられており、階級名の冒頭に予備もしくは即応予備とつける。退職時階級が原則であり、予備自衛官は予備１佐以下、即応予備自衛官は2尉以下となる。予備自衛官補については、訓練終了後に階級が与えられ、技能公募では予備2佐以下、一般公募では予備2士となる。
階級の表示であるが、根拠法となる自衛隊法では階級に用いられる数字は漢数字で表記されているが、「防衛省における文書の形式に関する訓令」（昭和38年8月14日防衛庁訓令第38号）第16条および「公用文作成の考え方」（2022年1月7日）「Ⅰ 表記の原則」に基づき防衛省（防衛庁を含む）の公文書では自衛官の階級の略称にアラビア数字を用いている。

### 将官
将官は将と将補の二つが設けられている。将（陸将・海将・空将）の中でも統合幕僚長たる将、陸上幕僚長、海上幕僚長又は航空幕僚長たる将および統合作戦司令官たる将は、法令上は他の将と同一であるが事実上別個の階級とされ、大将に相当する扱いがなされており、四つ星の階級章や階級名の大将の英訳が適用される等、他の将と異なっている。なお、統合幕僚長就任者は左胸（ポケット）にその身分を示す統合幕僚長章を着用する。現在、認証官とする事が政策として盛り込まれている。統合司令官創設にあたっては財源確保のため3つ星ポストの統廃合する必要性があり、海上自衛隊では大湊地方隊の地区隊への格下げと横須賀地方隊への編入が為され、舞鶴地方総監も廃止とトップの格下げが検討されており、防衛省では多くの3つ星ポストを抱える陸上自衛隊のポストの統廃合を模索する向きもあり、航空自衛隊も含めて統廃合をめぐる検討作業を進めている。一方、将は中将に比されるが、これらはあくまでも対外的な便宜上のもので、自衛官の最高位たる将には大将・中将に相当する階級の定めは無い。一方、将補は少将に比され、定年も60歳であるが、幕僚長たる将は62歳となっている。また、俸給表では、将補は公務員指定職の適用を受ける「将補（一）」とそれ以外の「将補（二）」の二段階に分けられている。
1980年代には、将官の数が多く、自衛官隊員における割合が高すぎるとして、俸給の改定があったことも契機に、将の職約40個を将補職に、将補職約70個を1佐職に変更し、将官の数を削減している。ただし、陸上自衛隊においては未だに将官ポストが多いとの批判もある。
2000年代においては、海外での行動の際における階級上の均衡・カウンターパートの調整を図るため、1スターランクの導入も検討されたが、現時点では未だ実現に至っていない。但し、外国軍との人事バランスに対応した措置は取られており、例を挙げると、師団長等の職にある将は国内では中将として扱われるが、対外的には少将として扱われ、同様に旅団長等の職にある将補は国内では少将として扱われるが、対外的には准将の扱いを受ける。

### 佐官・尉官
佐官・尉官は合わせて六段階に分けられている。定年も異なり、1佐は58歳、2佐・3佐は57歳、尉官は56歳である。また、俸給表からは1佐は「一佐（一）」「一佐（二）」「一佐（三）」の3段階に細分化されている。非公式な俗称ではこれを「1等1佐」「3等1佐」または「1佐の一」「1佐の三」（それぞれ俸給表の1等陸海空佐（一）、1等陸海空佐（三）にあたる）などと呼ぶことがある。

### 曹・士
准尉に加え、曹については4段階、士については3段階に分けられている。幹部候補生は3尉任官前に曹長に任命される。また、自衛官候補生は教育期間終了後、2士に任用される。定年については、曹長・1曹が56歳、2曹・3曹が55歳となっている。士については任期制の隊員であり、自衛官候補生の3ヶ月に加え、陸は1年9ヶ月（技術職は2年9ヶ月）、海空は2年9ヶ月の任期となる。これは希望と選考により、継続任用もなされる。
曹士の能力活用に関連し、各自衛隊で名称が異なるが、最先任下士官制度が導入されている。陸は最先任上級曹長制度、海は先任伍長制度、空は准曹士先任制度の名称となっている。ただし、これは職務であり、階級とはなされていない。これとは別個に下士官の活用・人事制度の改善を図るため、准尉を廃止し階級としての上級曹長制度を導入することが検討されている。

### 階級表
下表に自衛官の階級と英語名称の関係図を示す。
| 区分         | 区分         | 区分         | 陸上自衛隊 Japan Ground Self-Defense Force | 海上自衛隊 Japan Maritime Self-Defense Force | 航空自衛隊 Japan Air Self-Defense Force |
| ------------ | ------------ | ------------ | --- | --- | --- |
| 幹部         | 将官         | 将           | 幕僚長たる陸将 - 統合幕僚長たる陸将 General serving as Chief of Staff of Joint Staff Office（訳例） - 陸上幕僚長たる陸将 General serving as JGSDF Chief of Staff（訳例） - General (GEN) （大将相当からの訳例） 陸将 - General （英語版防衛白書） - Lieutenant General (LTG) （中将相当からの訳例） | 幕僚長たる海将 - 統合幕僚長たる海将 Admiral serving as Chief of staff of Joint Staff Office（訳例） - 海上幕僚長たる海将 Admiral serving as JMSDF Chief of Staff（訳例） - Admiral (ADM) （大将相当からの訳例） 海将 - Vice Admiral （英語版防衛白書） - Vice Admiral (VADM) （中将相当からの訳例） | 幕僚長たる空将 - 統合幕僚長たる空将 General serving as Chief of Staff of Joint Staff Office（訳例） - 航空幕僚長たる空将 General serving as JASDF Chief of Staff（訳例） - General (Gen) （大将相当からの訳例） 空将 - General （英語版防衛白書） - Lieutenant General (LtGen) （中将相当からの訳例） |
| 幹部         | 将官         | 将補         | 陸将補 Major General (MG) | 海将補 Rear Admiral (RADM) | 空将補 Major General (MajGen) |
| 幹部         | 佐官         | 1佐          | 1等陸佐 Colonel (COL) | 1等海佐 Captain (CAPT) | 1等空佐 Colonel (Col) |
| 幹部         | 佐官         | 2佐          | 2等陸佐 Lieutenant Colonel (LTC) | 2等海佐 Commander (CDR) | 2等空佐 Lieutenant Colonel (LtCol) |
| 幹部         | 佐官         | 3佐          | 3等陸佐 Major (MAJ) | 3等海佐 Lieutenant Commander (LCDR) | 3等空佐 Major (Maj) |
| 幹部         | 尉官         | 1尉          | 1等陸尉 Captain (CPT) | 1等海尉 Lieutenant (LT) | 1等空尉 Captain (Capt) |
| 幹部         | 尉官         | 2尉          | 2等陸尉 First Lieutenant (1LT) | 2等海尉 Lieutenant Junior Grade (LTJG) | 2等空尉 First Lieutenant (1stLt) |
| 幹部         | 尉官         | 3尉          | 3等陸尉 Second Lieutenant (2LT) | 3等海尉 Ensign (ENS) | 3等空尉 Second Lieutenant (2ndLt) |
| 准尉         | 准尉         | 准尉         | 准陸尉 Warrant Officer (WO) | 准海尉 Warrant Officer (WO) | 准空尉 Warrant Officer (WO) |
| 曹           | 曹           | 曹長         | 陸曹長 Sergeant Major (SGM) | 海曹長 Chief Petty Officer (CPO) | 空曹長 Senior Master Sergeant (SMSgt) |
| 曹           | 曹           | 1曹          | 1等陸曹 Master Sergeant (MSG) | 1等海曹 Petty Officer 1st Class (PO-1) | 1等空曹 Master Sergeant (MSgt) |
| 曹           | 曹           | 2曹          | 2等陸曹 Sergeant First Class (SFC) | 2等海曹 Petty Officer 2nd Class (PO-2) | 2等空曹 Technical Sergeant (TSgt) |
| 曹           | 曹           | 3曹          | 3等陸曹 Sergeant (SGT) | 3等海曹 Petty Officer 3rd Class (PO-3) | 3等空曹 Staff Sergeant (SSgt) |
| 士           | 士           | 士長         | 陸士長 Leading Private (LPT) | 海士長 Leading Seaman (LS) | 空士長 Senior Airman |
| 士           | 士           | 1士          | 1等陸士 Private First Class (PFC) | 1等海士 Seaman (SN) | 1等空士 Airman 1nd Class (A1C) |
| 士           | 士           | 2士          | 2等陸士 Private (PVT) | 2等海士 Seaman Apprentice (SA) | 2等空士 Airman 2nd Class (A2C) |
| 自衛官候補生 | 自衛官候補生 | 自衛官候補生 | Self defence official cadet | Self defence official cadet | Self defence official cadet |